# Interação parassocial
Interação parassocial se refere a uma forma de relação social experienciada por uma audiência em seu encontro mediado com figuras da mídia de massa, particularmente na televisão e na Internet. Telespectadores ou ouvintes tendem a considerar personalidades da mídia como amigos, apesar de terem interações nulas ou limitadas com elas. A interação parassocial é descrita como uma experiência ilusória, em que a audiência interage com personalidades da mídia, como apresentadores de talk show, celebridades, personagens ficcionais e influencers de mídias sociais, como se existisse uma relação de reciprocidade. O termo foi cunhado por Donald Horton e Richard Wohl em 1956.
Uma interação parassocial, uma exposição que atrai interesse em uma personalidade, se torna uma relação parassocial quando a repetida exposição à personalidade midiática causa o desenvolvimentos de ilusões de intimidade, amizade, e identificação no usuário da mídia. Informações positivas aprendidas sobre a personalidade resultam em mais atração, e a relação progride. Relações parassociais são promovidas pela confiança e auto-exposição operadas pela personalidade midiática. Usuários de mídia são leais e se sentem diretamente conectados com as personalidades, na mesma intensidade em que se sentem conectados com seus amigos próximos, pela observação e interpretação de sua aparência, gestos, voz, conversação e conduta. Personalidades midiáticas possuem uma significante influência sobre os usuários, tanto positiva quanto negativa, condicionando a maneira como eles percebem certos tópicos e até mesmo seus hábitos de consumo. Estudos envolvendo efeitos logitudinais de interações parassociais em crianças ainda são relativamente novos, segundo a psicóloga do desenvolvimento Dr. Sandra L. Calvert.
As mídias sociais introduzem oportunidades adicionais para a intensificação de relações parassociais, dado que possibilitam mais interações intimas, reciprocas, e frequentes entre usuários e personalidades midiáticas. Essas interações virtuais tendem a envolver comentários, acompanhamento, likes, ou mensagens diretas. A consistência em que a personalidade midiática aparece pode também levar à uma maior percepção de intimidade aos olhos dos usuários.

## Nota
- Este artigo foi inicialmente traduzido, total ou parcialmente, do artigo da Wikipédia em inglês cujo título é «Parasocial interaction».

## Leituras adicionais
- Burnett, Ann; Rhea Reinhardt Beto (2000). «Reading Romance Novels: An Application of Parasocial Relationship Theory». North Dakota Journal of Speech & Theatre. 13
- Christine, Camella (2001). «Parasocial Relationships in Female College Student Soap Opera Viewers Today». CTA Senior Thesis Papers. Hugh McCarney, Western Connecticut State University. Consultado em 1 de julho de 2006
- Madison, T.P.; Porter, L. (2015). «The people we meet: Discriminating functions of parasocial interaction». Imagination, Cognition, and Personality. 35: 47–71. doi:10.1177/0276236615574490
- Madison, T.P.; Porter, L. (2016). «Cognitive and imagery attributes of parasocial relationships». Imagination, Cognition, and Personality. 35 (4): 4. doi:10.1177/0276236615599340
- Madison, T.P.; Porter, L.; Greule, A. (2016). «Parasocial compensation hypothesis: Predictors of using parasocial relationships to compensate for real-life interaction». Imagination, Cognition, and Personality. 35 (3): 258–279. doi:10.1177/0276236615595232
- McCourt, Andrea; Jacki Fitszpatrick (fevereiro de 2001). «The Role of Personal Characteristics and Romantic Characteristics in Parasocial Relationships: A Pilot Study». Journal of Mundane Behaviour. 2 (1). ISSN 1529-3041. Consultado em 1 de julho de 2006. Arquivado do original em 9 de março de 2001
- Rubin, Rebecca B.; McHugh, Michael P. (junho de 1987). «Development of parasocial interaction relationships». Journal of Broadcasting & Electronic Media. 31 (3): 279–292. doi:10.1080/08838158709386664
- Nass, Clifford; S. Shyam Sundar (2 de junho de 1995). «Is Human-Computer Interaction Social or Parasocial?». Social Responses to Communication Technologies research group, Stanford University. Consultado em 1 de julho de 2006